# عبد السلام نجاح
عبد السلام نجاح، هو لاعب كرة القدم المصري الذي يلعب كلاعب مهاجم أو مهاجم ثاني. كان يلعب سابقا في نادي حرس الحدود يلعب حاليا لنادي الشرقية.

## روابط خارجية
- عبد السلام نجاح على موقع قاعدة بيانات كرة القدم.إي يو (الإنجليزية)